# Гарольд Мак-Ґі

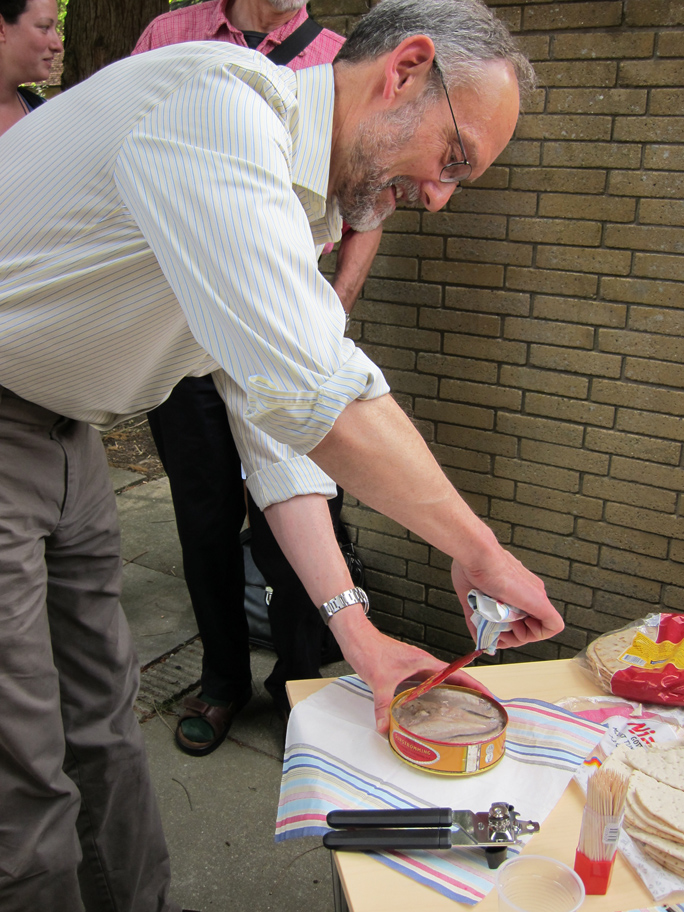
Гарольд Макгі пробує «surstromming» (шведський ферментований оселедець) на Оксфордському симпозіумі з питань їжі і її приготування — 2010

Га́рольд Мак-Ґі (англ. Harold McGee; нар. 3 жовтня 1951) — американський автор, що пише про хімію, технологію та історію їжі та її приготування, та вже написав дві оригінальні книги про науку кухні. Його перша книга, On Food and Cooking: The Science and Lore of the Kitchen («Про їжу та її приготування: Наука та знання про кухню») була вперше опублікована в 1984 році. Друге видання зі значними змінами було опубліковано в 2004 році. Мак-Ґі також писав для Nature, Health, Нью-Йорк таймс, World Book Encyclopedia, The Art of Eating, Food & Wine, Fine Cooking, Physics Today та читав лекції про хімію кухні в кулінарних школах, університетах, на Оксфордському симпозіумі їжі, в музеї природи та науки Денвера, в Національній прискорювальній лабораторії ім. Енріко Фермі (Фермілаб). Мак-Ґі також консультує ресторани та підприємства. В теперішній час він пише в журналі New York Times, книгу The Curious Cook, яка аналізує і часто розвінчує, звичайна кухонна мудрість. Разом з Дейвом Арнольдом і Нільсом Нореном, він також викладає в 3-денному класі під назвою Серія лекцій Гарольда Мак-Ґі у Французькому кулінарному інституті в Нью-Йорку.

## Освіта
Перед тим як стати письменником про науку їжі Мак-Ґі був інструктором по літературі та письму в Єльському університеті. Він навчався в Каліфорнійському технологічному інституті, спочатку маючи намір вивчати астрономію та фізику, але закінчив заклад по літературі (1973), а потім пішов отримувати доктора філософії при Єльському університеті.

## Вплив
Науково обґрунтований підхід до приготування Мак-Ґі, збагатив і зробив популярними таких шеф-кухарів і авторів як Гестон Блюменталь, Алтон Браун, Ширлі Корігер, Лінн Роззетто Каспер та Рас Парсонс.

## Книги
- On Food and Cooking: The Science and Lore of the Kitchen[en] (ISBN 0-684-80001-2, 2004)
- The Curious Cook: More Kitchen Science and Lore (ISBN 0-02-009801-4, 1990)
- Keys to Good Cooking: A Guide to Making the Best of Foods and Recipes (ISBN 0-34-096320-4, 2010), a compendium of practical information on food and cooking.